# Den Danske Scenekunstskole
Den Danske Scenekunstskole er en statslig uddannelsesinstitution inden for scenekunst med videregående scenekunstneriske uddannelser, efter- og videreuddannelse og campusser i Aarhus, Fredericia, Holstebro, København og Odense. Skolen hører under Kulturministeriet.
Emmet Feigenberg er rektor.

## Historie
Den Danske Scenekunstskole blev etableret den 1. januar 2015 ved at samle alle de danske statslige og statsligt støttede scenekunstuddannelsesinstitutioner på videregående niveau. Følgende institutioner blev sammenlagt til Den Danske Scenekunstskole: skuespilleruddannelsen ved Aarhus Teater, skuespillerskolen i Odense, dramatikeruddannelsen ved Aarhus Teater, Det Danske Musicalakademi i Fredericia, Odsherred Teaterskole og Statens Scenekunstskole (tidligere Statens Teaterskole).
Statens Teaterskole lå tidligere på Holger Danskes Vej på Frederiksberg, men er nu flyttet til Per Knutzons Vej på den tidligere Marinestation København.
Scenekunstskolen udgør sammen med bl.a. Rytmisk Musikkonservatorium, Det Kongelige Danske Kunstakademi og Den Danske Filmskole Kulturministeriets kunstneriske uddannelser.
Mads Thygesen (født 27. april 1972, Aarhus) var fra 2015 til 2021 skolens første rektor. Prorektor Peder Dahlgaard blev konstitueret som rektor i 2021. Emmet Feigenberg tiltrådte som rektor i 2022.

## Uddannelser

### Uddannelser på bachelorniveau
- Dans og koreografi
- Iscenesættelse (dramatisk skrivekunst, lyd, lys, scenografi, sceneinstruktion)
- Musical
- Scenekunstnerisk produktion (produktions- og forestillingsledelse, scene- og rekvisitkonstruktion)
- Skuespil

### Uddannelser på kandidatniveau
- Kandidat i scenekunst
- Kandidat i koreografi
- Kandidat i dans og participation[4]

### Diplomuddannelser
- Diplomuddannelsen i producentvirksomhed og kulturledelse[5]
- Diplomuddannelsen i film- og scenekunstnerisk ledelse[6]